# Pantaléon Dalence (provins)

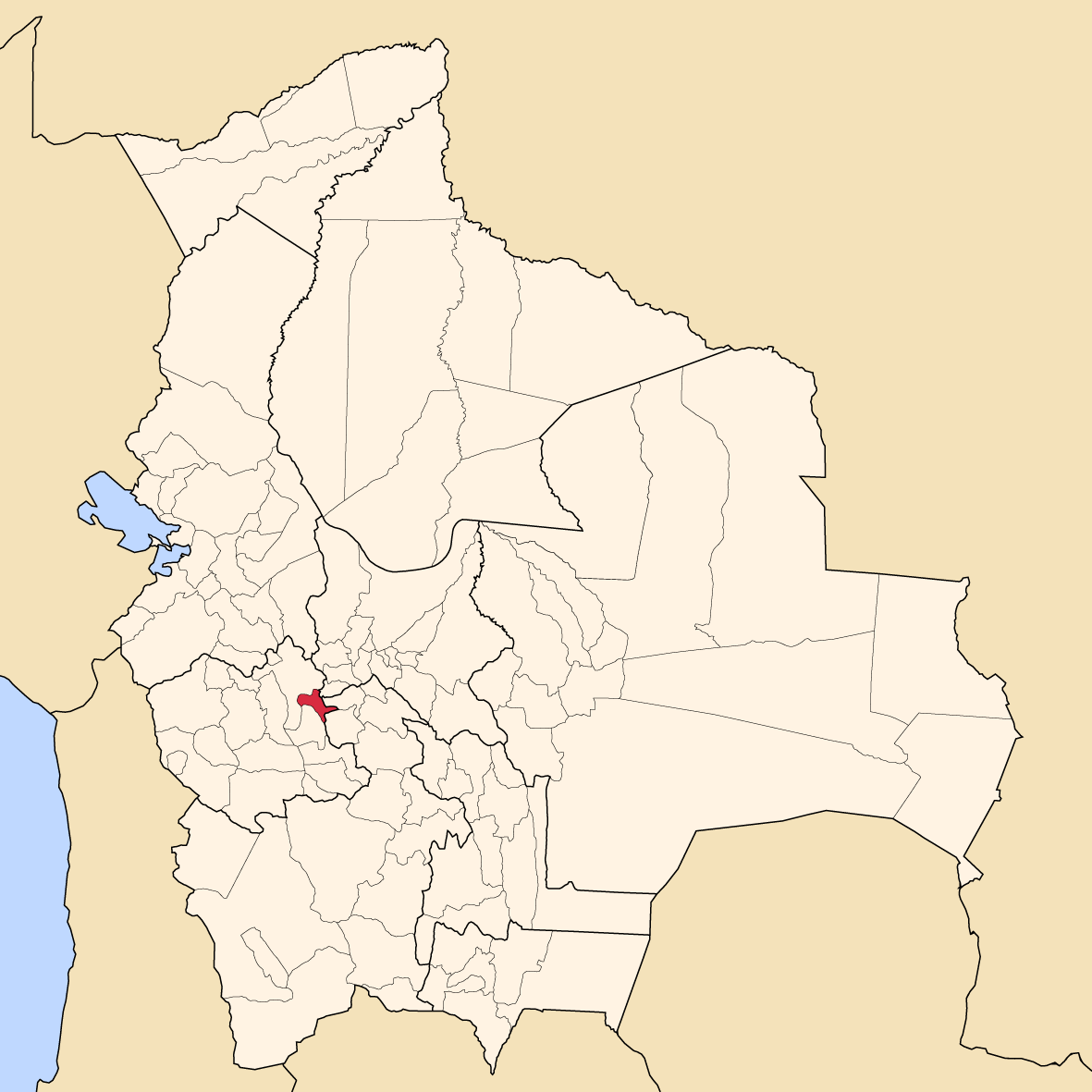
Provinsens läge i Bolivia

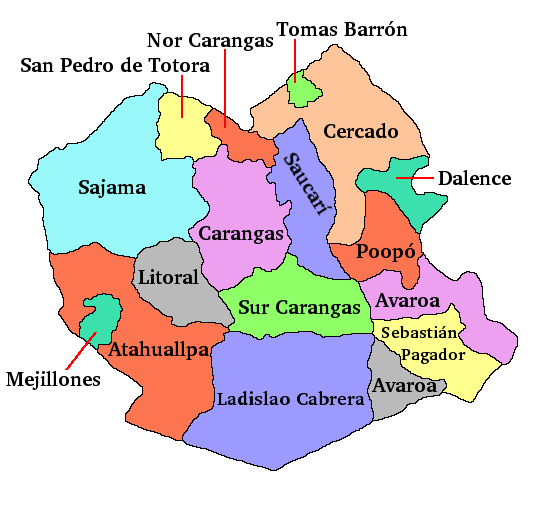
Provinser i Oruro

Pantaléon Dalence är en provins i departementet Oruro i Bolivia. Den administrativa huvudorten är Huanuni.